# 河井春香
河井 春香（かわい はるか、1978年6月11日 - ）は、日本の女優、声優。
大阪府出身。東京俳優生活協同組合所属。

## 出演作品

### テレビ
- 女と愛とミステリー 動物病院ドクトル花子の殺人カルテ!（2003年）
- エースをねらえ!（2004年）
- やまない雨はない（2010年）

### 映画
- あかとき
- チェリーナイト

### 舞台
- 桜散る、散るもつもるも三春乃一座

### ゲーム
- 株式売買トレーナー カブトレ! NEXT
- ファイナルファンタジーXIII（ジル・ナバート〈モーションキャプチャ〉）

### ラジオ
- ソレイユの丘

### ラジオドラマ
- はじまりはいつも嘘
- ピュアソウル
- 陽光きらめく果てに

### その他
- ザ・ベストハウス123（ボイスオーバー）
- 正直先生のエネルギー講座（レポーター）